# Johannes Wahlström
Johannes Wahlström, egentligen Johann Wahlström, född 14 september 1981, är en svensk regissör, medievetare och journalist samt redaktör för kulturtidskriften Tromb. 

## Uppväxt och karriär
Johannes Wahlström föddes i Israel 1981 som son till den rysk-israeliske författaren och översättaren Israel Shamir. Han växte upp i Jaffa, Moskva och i Stockholm. Efter avlagd magisterexamen i medievetenskap från JMK vid Stockholms universitet återvände Wahlström till sina barndomstrakter i Israel, där han med hjälp av palestinska, israeliska och internationella krafter grundade nyhetsbyrån IMEMC.
Sedan 2005 är han åter bosatt i Sverige och har bland annat arbetat för Aftonbladet, Svenska Dagbladet, Verdens Gang, och Dokument inifrån på Sveriges Television.

## Arbete
Wahlström har gjort reportage från bland annat Ukraina, Ryssland och Palestina för Aftonbladet, Journalisten och Fria Tidningar och har arbetat med yttrande- och tryckfrihetsrelaterade frågor för Alternative Information Centre i det ockuperade Palestina och med Svenska institutet i Ryssland.  

### Experimenten
Wahlström var en av upphovsmännen bakom SVT-dokumentären Experimenten. Dokumentären, som sändes i tre delar i början av 2016, avslöjade hur fusk bakom Karolinska institutets och Karolinska Sjukhusets experiment med luftstrupar av plast resulterade i flera patienters död. Som ett resultat av dokumentären avskedades professor Paolo Macchiarini från Karolinska institutet, och Karolinska institutets rektor, Anders Hamsten, liksom Karolinska institutets styrelseordförande Lars Leijonborg avgick,. Dokumentären tilldelas Guldspaden, det svenska TV-priset Kristallen för Årets granskning 2016 den amerikanska tidskriften Science vetenskapspris AAAS Gold Award,  samt Stora Journalistpriset för Årets avslöjande.

### Mediastan
Wahlström har regisserat dokumentärfilmen Mediastan. Filmen producerades av Ken Loachs filmbolag Sixteen Films och hade premiär hösten 2013 på Raindance Film Festival i London. I december 2013 visades filmen på Aftonbladets hemsida, med följande beskrivning: "Mediastan är en film om journalistikens villkor i en ny värld. En film om reportrar och redaktörer som brottas med statlig censur, klåfingriga ägare, självcensur, rädsla för våld och stundtals med sin egen oförmåga". Wahlström har berättat att det visade sig vara svårt att få filmen visad på tv, eftersom tv-chefer tyckte att filmen var intressant men "för komplicerad och kräver för mycket tankeverksamhet av publiken". Enligt tidningen Hollywood Reporter sågs Mediastan av 500 000 personer under premiärhelgen i Storbritannien.

### Cablegate
Wahlström har haft en aktiv del i den läcka av underrättelseinformation som blivit känd som Cablegate och exponerats via medier av webbplatsen och nätverket Wikileaks. Som enda svenska journalist att ha tillgång till det fullständiga materialet har han genomdrivit research till artiklar och TV-inslag för bland annat Svenska Dagbladet, Aftonbladet och SVT:s Dokument inifrån. I SR:s Studio Ett intervjuades han som svensk representant för Wikileaks, och kritiserade svensk etermedia för sin maktberoende syn på omvärlden.

### Bonnierkoncernen
I november 2010 utförde Wahlström tillsammans med bland andra journalisten Dan Josefsson en uppmärksammad granskning av Bonnierkoncernens mediemonopol i Sverige. Granskningen publicerades i form av en serie reportage och artiklar i Aftonbladets kulturdel.

### Tidningsdistribution
Wahlström är talesman för tidningsdistributionsnätverket Samarbetet som startade som en protest mot vad initiativtagarna anser vara monopolfasoner hos tidningsdistributören Tidsam, genom vilka de flesta vecko- och månadstidningar får sin distribution till affärer och pressbyråer. Wahlström och Samarbetet anser att samhällsmagasin får en undanskymd roll när Tidsams ägare mest distribuerar sina egna tidningar, de vänder sig mot Tidsams höga distributionsavgifter.

### Tromb
Wahlström avslöjade som journalist på Tromb de ekonomiska oegentligheter tidningens chefredaktör var inblandad i. Bland annat ska denne ha förskingrat tidningens medel från Allmänna arvsfonden på husreparationer. 
När Kulturrådet efter en infekterad diskussion om eventuell antisemitism i den antirasistiska tidskriften Mana drog in sitt ekonomiska stöd till tidskriften, protesterade  Wahlström som nybliven chefredaktör på tidningen Tromb genom att tacka nej till det bidrag från Kulturrådet på 75 000 kronor som hans egen tidskrift beviljats. "Om inte tidskriften Mana får något stöd, vill inte vi heller ha det", skrev Wahlström och två andra redaktionsmedlemmar i Aftonbladet i januari 2008. De ansåg att hotet om att dra in tidskriftsstödet till Mana bottnade i politisk censur. "Censuren av Mana kan vara ett tecken på vilken ny kulturpolitik vi har att se fram emot: en som med all tydlighet visar ett förakt för oberoende journalistik".

### Israeliskt fredsarbete
Wahlström greps i maj 2002 av israelisk militär när han som fredsaktivist bröt avspärrningarna vid den belägrade Födelsekyrkan i Betlehem.
Den research som Wahlström genomförde i och med nyhetsbyrån IMEMC:s bildande, behandlar nyhetsförmedlingen av Israel-Palestina-konflikten. I egenskap av israelisk medborgare har Wahlström förbjudits att fortsätta sitt arbete med IMEMC då den israeliska staten inte längre tillåter honom tillträde till kontoret i Betlehem. Wahlström har efter sin Israelkritiska rapportering i media vägrats få sitt Israeliska press-ID förnyat.

### Ordfrontdebatten
I Ordfront magasin nr. 12/2005 publicerades Wahlströms uppmärksammade artikel "Israels regim styr svenska medier", som handlade om den svenska medierapporteringen av Israel-Palestina-konflikten. Artikeln kritiserade bland annat myndigheten Forum för levande historia för att sprida Henrik Bachners avhandling "Återkomsten".
Artikeln skapade stor debatt på kultursidor och bloggar och kritiserades av bland andra Svensk Israel-informations Lisa Abramowicz, historikerna Lars M. Andersson och Henrik Bachner, samt av forskaren Heléne Lööw som ansåg att artikeln innehöll "alla typer av element som återfinns inom klassisk antisemitisk konspirationsteori". Artikeln försvarades till en början av Ordfronts chefredaktör och ansvarige utgivare Johan Berggren. Sedan journalisterna Peter Löfgren och Lotta Schüllerqvist, två av dem som intervjuats i artikeln, ansåg sig ha blivit felciterade eller fått sig åsikter tillskrivna valde Berggren att gå ut med en offentlig ursäkt. Fotografen Donald Boström och journalisten Stefan Hjertén som också intervjuades för reportaget har senare kritiserats av Israelvänliga för påstådd antisemitism och Israelfientlighet.[källa behövs] Wahlström själv ansåg sig ha utsatts för ett drev mot sin person.